# 瑯琊鄭氏
瑯琊鄭氏（ナンヤジョンし、ろうやていし、朝鮮語: 낭야정씨）は、朝鮮の氏族の一つ。本貫は中華人民共和国山東省琅邪郡である。2015年の調査では、267人。
始祖は、中国明末期の進士で山東省琅邪郡出身の鄭先甲である。鄭先甲は鳳林大君が瀋陽から帰国した際、連れてきた反清の中国人の1人であった。

## 集姓村
- 京畿道加平郡雪岳面訪逸里
- 京畿道抱川市抱川面雪雲里
- 京畿道議政府市龍峴洞[2]